# Riot (band)

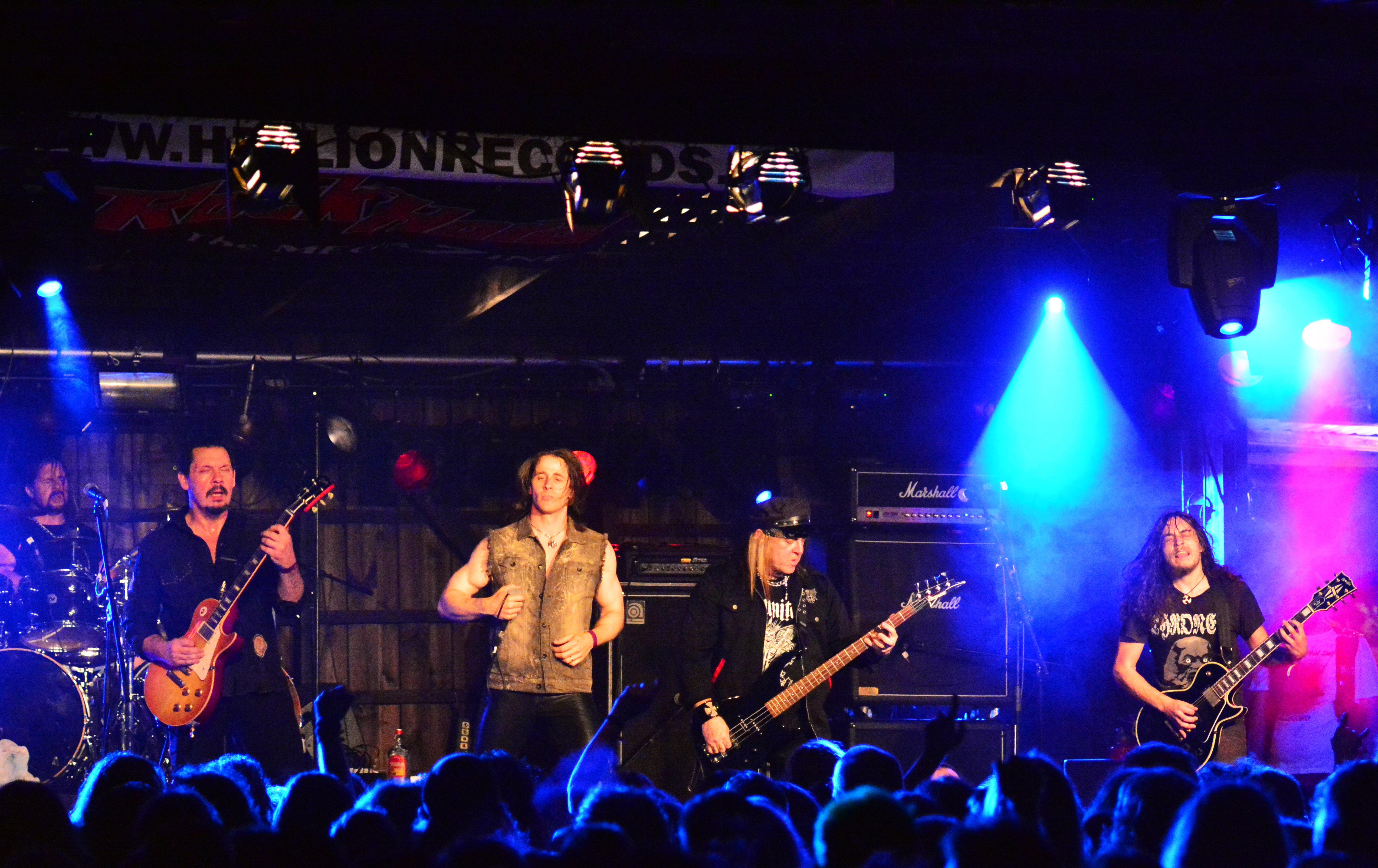
Riot in 2014

Riot was een Amerikaanse heavymetal/hardrockband opgericht in New York in 1975 door gitarist Mark Reale. De band was populair in de jaren tachtig en negentig van de vorige eeuw en kreeg hernieuwde aandacht in 2006 met de release van het album Army of One. De band heeft een langlopende succesvolle geschiedenis maar kende een zeer groot verloop in de bezetting.
Riot toerde met onder meer AC/DC, Molly Hatchet, Sammy Hagar, Kiss, Vandenberg en Black Sabbath.

## Geschiedenis
Mark Reale, toen gitarist bij Kon-Tiki en drummer Peter Bitelli trokken bassist Phil Feit en vocalist Guy Speranza aan voor de opname van een demo van vier nummers. Vrij snel werd ook toetsenist Steve Costello aangetrokken. Hoewel de nummers op de demo het niet haalden kreeg de groep een contract bij Fire-Sign Records. De eigenaars Billy Arnell en Steve Loeb treden vanaf dan ook op als managers van de groep. Louie Kouvaris vervoegde de band, Phil Feit wordt vervangen door Jimmy Iommi en het eerste album Rock City wordt opgenomen. De groep mag optreden voor AC/DC en Molly Hatchet, maar kan de aandacht niet houden en was in 1979 bijna opgedoekt.
De Britse DJ Neil Kay introduceert de band in het Verenigd Koninkrijk en dit stelt hen in staat het tweede album Narita op te nemen. Gedurende de opnames wordt Kouvaris vervangen door Rick Ventura. Volgt een support act bij de Amerikaanse tour van Sammy Hagar en Capitol Records is bereid Narita wereldwijd uit te brengen, indien Riot Sammy Hagar ook op de tour door het Verenigd Koninkrijk vergezelt. Na de tour verliest Capitol interesse in de band, en het is Arnell en Loeb, het management van de band die de verdere promotie financiert. Capitol stemt hierna in in de opname van een derde album, Fire Down Under. De platenfirma was evenwel ontevreden met het resultaat, en weigerde het album te verdelen. Met de steun van management en fans wordt een akkoord bereikt. De band tekent bij Elektra Records die het album direct uitbrengen. Het zou het best verkopende album van de groep worden. De single haalt de Billboard Hot 100. Guy Speranza verlaat in 1981 de band uit religieuze overwegingen en wordt vervangen door Rhett Forrester. In 1982 wordt Restless Breed opgenomen. Forresters gedrag en nieuw Elektra management leiden tot een einde van het platencontract. Bij de fans ontstaat ook verwarring tussen Riot en Quiet Riot, op dat moment enorm populair met hun Slade-cover "Cum on Feel the Noize". Hun volgende album in eigen beheer en uitgebracht op het onafhankelijke Canadese label Quality Records, Born in America kan het tij niet keren en de band valt uit elkaar.
In 1986 groepeert Reale Don Van Stavern, Sandy Slavin, Rhett Forrester, Mark Edwards en Tony Moore en een nieuwe Riot staat er terug, die een wereldwijd contract met CBS Records weet af te sluiten. De albums Thundersteel in 1988 en The Privilege of Power in 1990 volgen na nog een paar personeelswijzigingen. Het Nightbreaker album uit 1993 wordt het laatste voor manager Steve Loeb die in 1995 door Reale wordt bedankt. De daaropvolgende jaren kent de groep een opvallend stabiele bezetting en enkele goed onthaalde albums zoals Brethren of the Long House uit 1996, Inishmore en Shine On (een livealbum) uit 1998 en Sons of Society uit 1999. Na Through the Storm uit 2002 en Army of One uit 2006 werden plannen gemaakt voor een nieuw album maar het vertrek van zanger Tony Moore eind 2009 steekt stokken in de wielen. Echter op 28 september 2010 keert Tony Moore terug naar de band waarna in 2011 het album Immortal Souls verschijnt.
In 2012 valt definitief het doek voor de band Riot. Een van de oprichters van de band, Mark Reale, komt te overlijden op 25 januari 2012 ten gevolge van complicaties van de ziekte van Crohn waaraan hij leed. Reale is 56 jaar geworden. Op verzoek van zijn vader is de naam Riot samen met de oprichter ten rusten gelegd.

## Bandleden

### Laatste bezetting
- Tony Moore - Zang
- Mark Reale - Guitar
- Mike Flyntz - Guitar
- Don Van Stavern - Bass
- Bobby Jarzombek - Drums

### Vorige bandleden
- Mike Tirelli - Vocals
- Mike DiMeo - Vocals
- Harry "The Tyrant" Conklin - Vocals
- Rhett Forrester - Vocals
- Guy Speranza - Vocals
- Tony Moore - Vocals
- Rick Ventura - Guitar
- L.A. Kouvaris - Guitar
- Pete Perez - Bass
- Kip Leming - Bass
- Jimmy Iommi - Bass
- Phil Feit - Bass
- Frank Gilchriest - Drums
- Bobby Rondinelli - Drums
- John Macaluso - Drums
- Mark Edwards - Drums
- Sandy Slavin - Drums
- Peter Bitelli - Drums

### Bijkomende muzikanten bij live optredens
- Randy Coven - bass
- Pat McGrath - drums
- Harry 'The Tyrant' Conklin - vocals
- Gerald T. Trevino - guitar

### Overleden
- Rhett Forrester overleed op 37-jarige leeftijd na een tot heden onopgeloste carjacking in Atlanta in 1994.
- Guy Speranza overleed in 2003 op 47-jarige leeftijd aan de gevolgen van pancreaskanker in Orlando.
- Oprichter Mark Reale overleed op 56-jarige leeftijd aan de gevolgen van de ziekte van Crohn in 2012.

## Discografie
- Rock City (1977)
- Narita (1979)
- Live in England (1980/1)
- Fire Down Under (1981)
- Restless Breed (1982)
- Born In America (1983)
- Thundersteel (1988)
- The Privilege of Power (1990)
- Live in Japan (1992)
- Nightbreaker (1993)
- The Brethren of the Long House (1996)
- Inishmore (1998)
- Shine On Live In Japan (1998) Metal Blade
- Sons of Society (1999)
- Through the Storm (2002)
- Army of One (2006)
- Immortal Soul (2011)